# Лінолеум

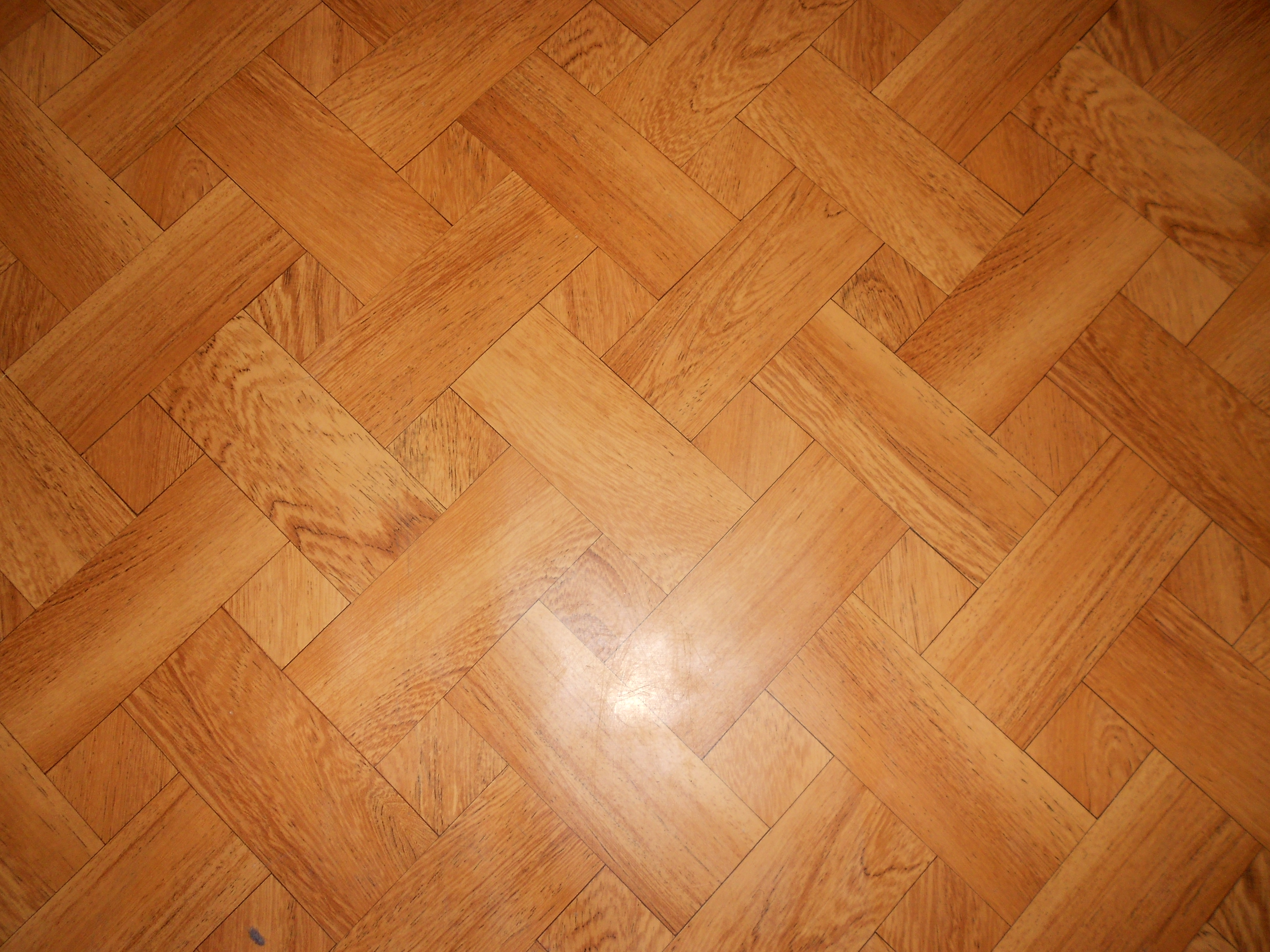
Лінолеум

 Ліно́леум (від лат. linum— «льон», «полотно» і oleum— «олія») — гнучке водонепроникне штучне полотно, щільний синтетичний рулонний матеріал для покриття підлоги і стін. Виробляється у вигляді рулонного полотна з натуральних компонентів або пластмас.

## Історія
Предком лінолеуму можна назвати тканину, просочену олією та смолою. Близька до сучасної технологія виготовлення натурального лінолеуму була винайдена британським винахідником Фредеріком Волтоном в 1860 році. Сьогодні натуральний лінолеум виготовляють з так званого «лінолеумового цементу», що являє собою суміш лляної олії з використанням деревної смоли, мінеральних наповнювачів і деревного борошна. Ця маса наноситься на джутову основу й проходить кілька стадій обробки. Основу штучного лінолеуму складають пластмаси.

## Види

### Залежно від складу
ПВХ-лінолеум не має у своєму складі натуральних складників, його виготовляють з ПВХ з додаванням наповнювачів, на верхній шар наносять малюнок. Лінолеум — непоганий вибір для кухні. Він не боїться постійної вологості. Міцність і зносостійкість залежить від його товщини. Зносостійкість буває чотирьох класів: слабка, нормальна, висока та дуже висока

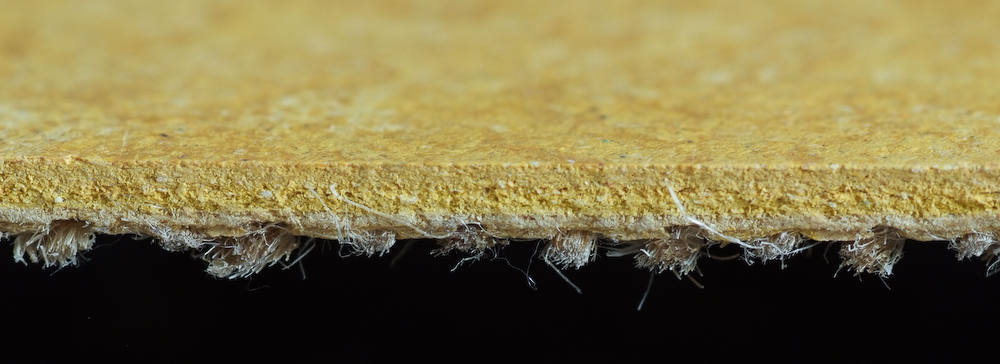
Структура натурального лінолеуму

Натуральний лінолеум виготовляють із природних матеріалів — натуральної смоли, лляної олії, деревного борошна, вапняку. Такий лінолеум має бездоганну екологічність, високу стійкість до стирання, стійкість до впливу жирових плям. При належному використанні натуральний лінолеум прослужить вам не один десяток років. За рахунок наявності лляної олії натуральний лінолеум має бактерицидні властивості, тому його можна застосовувати в медичних установах та у дитячих садках і школах.

### Залежно від сфери застосування
Побутовий лінолеум настилають у житлових приміщеннях. До нього не ставлять високі вимоги по експлуатаційних характеристиках. У побутового лінолеуму багата колірна гама. Захисний шар становить 0,15-0,35 мм.
Напівкомерційний лінолеум по своїх характеристиках міцніший за побутовий лінолеум. Застосовується в офісних приміщеннях, невеликих магазинах і громадських приміщеннях з невисоким навантаженням і малою прохідністю. Захисний шар становить 0,4-0,65 мм.
Комерційний лінолеум є основним на ринку сучасних покриттів для підлог з ПВХ матеріалів. Це покриття має підвищену зносостійкість, у нього товстіший, ніж у інших видів захисний шар. Як правило, його використовують там, де проходить великий потік людей (магазини, офіси, приміщення промислової сфери).
Захисний шар становить 0,7 мм і більше.

### Залежно від технології виробництва
Гомогенний лінолеум — це однорідний тонкий матеріал без основи. Товщина цього лінолеуму близько 2 мм. Він складається тільки з одного шару. Укладається на рівну основу, тому що на нерівних місцях швидко протирається. Але на рівній поверхні може лежати і 5, і 7 років. Малюнок на такому лінолеумі нанесений на всю товщину покриття і тому практично не стирається.
Гетерогенний лінолеум складається з декількох шарів. Корисний у наших панельних будинках, тому що має товстий теплоізоляційний шар з повсті або джуту. Верхній шар з полівінілхлориду (ПВХ) з малюнком (імітація дерева, паркету). Загальна товщина лінолеуму може досягати 5-6 мм. Укладати такий лінолеум рекомендується одним шматком, тому що стики можуть вбирати вологу, здатну викликати загнивання утеплювача. Клей при укладанні, як правило, не використовують, щільно кріпиться плінтусами.

## Розміри
Звичайна ширина — від 1500 до 4000, довжина — від 20-30 м, і товщина — від 2 до 5 мм.

## Експлуатація
Належить стежити за тим, щоб на покритті не було меблів з гострими кутами, не слід по поверхні покриття волочити важкі предмети: від цього воно може порватись..На поверхню не повинні падати палаючі сірники й сигарети (у кухні, курилці тощо). Заборонено застосовувати 100 % концентрати відбілювачів для прибирання, — вони легко пошкодять не тільки захисний, але й декоративний шар.